# Pédagogie Montessori
Pour les articles homonymes, voir Montessori (homonymie).
 (août 2021).

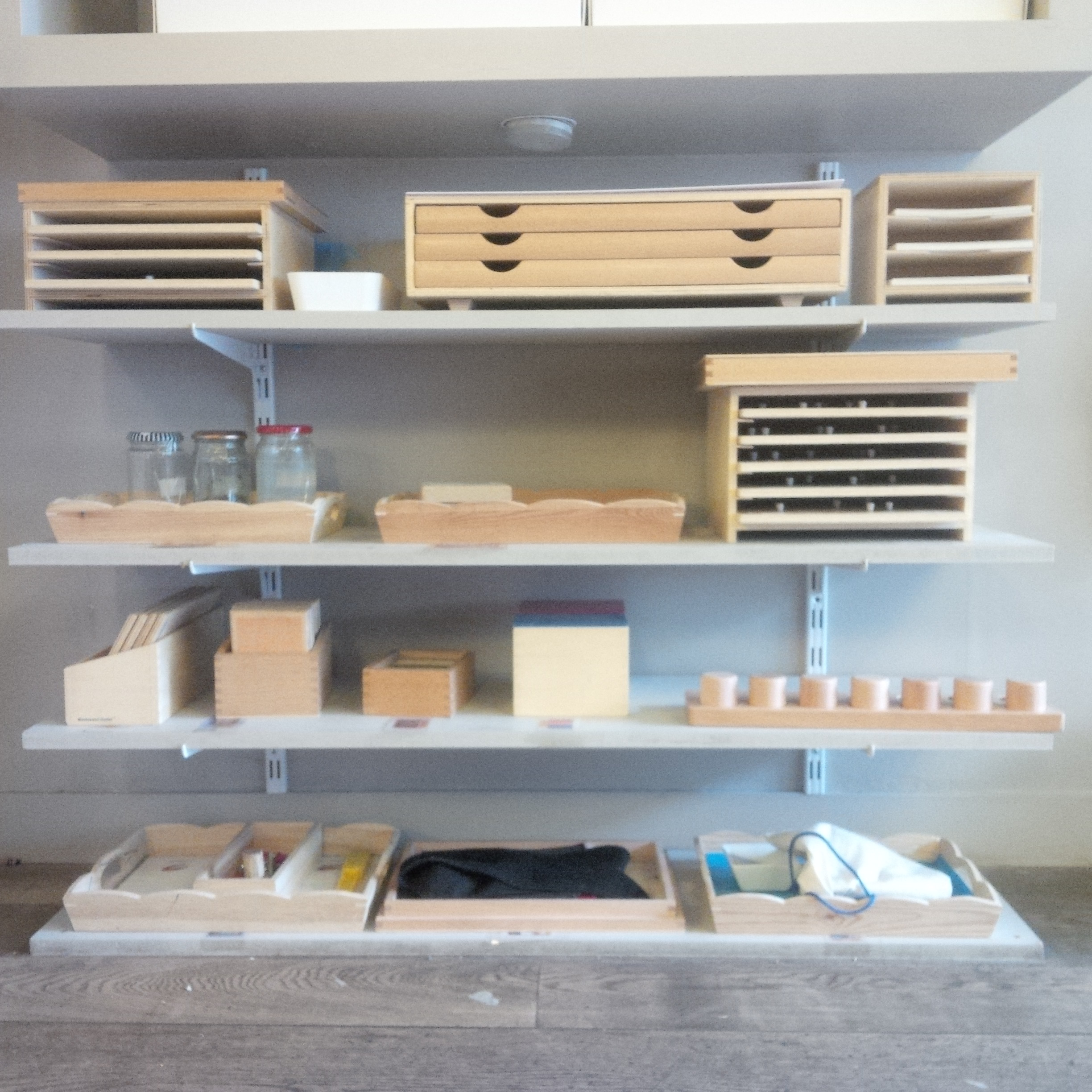
Matériel Montessori dans une classe 3 ans.

La pédagogie Montessori est une méthode d'éducation créée en 1907 par Maria Montessori. Sa pédagogie repose sur l'éducation multisensorielle et haptique de l'enfant.

## Description
La pédagogue italienne Maria Montessori étudie d'abord en médecine. Après l'obtention de son diplôme, elle est nommée assistante de clinique psychiatrique à Rome. Elle y entre pour la première fois en contact avec des enfants déficients. Grâce à cette expérience, Maria Montessori s'intéresse de près à l'éducation et développe sa méthode. En tant que pédagogue, elle étudie pendant 50 ans les enfants de milieux sociaux et culturels très défavorisés et en difficulté d'apprentissage.
Ce projet d'éducation nouvelle s'inscrit dans la promotion de la paix et du progrès ; il repose sur trois piliers : une posture particulière de l’éducateur, un environnement préparé et un matériel pédagogique spécifique.
Montessori a voulu élaborer une « pédagogie scientifique » s'appuyant sur une démarche expérimentale et des observations, dans le but d'obtenir l’épanouissement de l'enfant. Elle envisage l'éducation de façon globale, en définissant 4 plans de développement différents, en fonction de l'âge de l'enfant, de la naissance jusqu'à ses 24 ans. Ces quatre périodes successives dans la construction de l'enfant forment un tout et sont, : 
- de 0 à 6 ans (petite enfance) : l’enfant veut apprendre à se débrouiller seul. C'est l'âge de la conscience du moi ;
- la période de 6 à 12 ans (enfance) : il devient curieux et imaginatif. C'est l'âge moral ;
- de 12 à 18 ans (adolescence) : l’enfant aspire à une vie active et associative. C'est l'âge social ;
- de 18 à 24 ans (adulte) : le jeune adulte devient mature mais a besoin d’être rassuré dans ses engagements. C'est l'âge politique.

Elle utilise du matériel repris notamment aux professeurs Jean Itard et Édouard Séguin, tout en l'adaptant aux périodes sensibles de l'enfant. C'est un matériel « très épuré, qui permet d’isoler les concepts (formes, couleurs, dimensions) et de vivre une expérience individuelle ».
En France, si les écoles Montessori sont assez nombreuses concernant les classes primaires (plus de 200 maternelles et élémentaires), on ne compte qu'une vingtaine de collèges et 4 lycées. Les enfants sont regroupés par classe d'âge (maternelle : 3–6 ans, élémentaire 6–9 ans et 9–12 ans, collège 12–15 ans et lycée 15–18 ans ) qui correspondent selon Montessori aux différentes « périodes sensibles » au cours desquelles l'enfant serait particulièrement réceptif à certains domaines (le langage, les mouvements, l'ordre, le comportement social, etc.). Les enfants apprennent à devenir autonomes et à s'organiser seuls.

## Historique

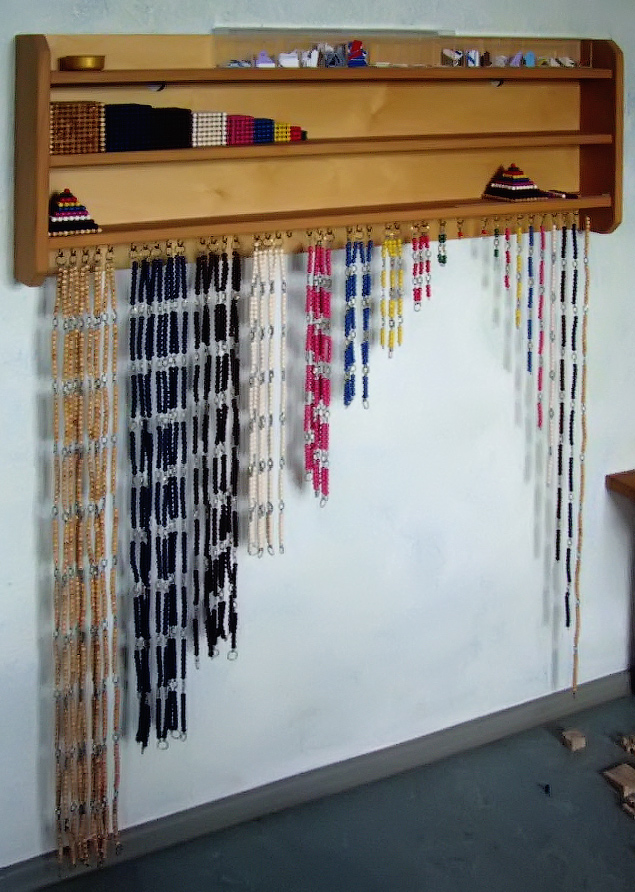
Matériel Montessori - perles pour le calcul.

Maria Montessori s'est d'abord opposée à une carrière dans l'enseignement, l'une des rares professions ouvertes aux femmes à l'époque. En effet, elle a préféré suivre la voie médicale et devient l'une des premières femmes à devenir médecin en Italie au XIXe siècle. Maria Montessori commence en 1890 à suivre des cours de sciences naturelles à l'Université de Rome. Elle s'est spécialisée en psychiatrie et en pédiatrie.
À la fin de ses études, elle travaille dans la clinique psychiatrique de l'université de Rome ; en s'inspirant des travaux de ses prédécesseurs (notamment Jean Itard) elle commence à se forger des convictions. Elle ouvre sa première salle de classe dans un quartier pauvre de Rome en janvier 1907.
Maria Montessori a commencé à développer sa philosophie et ses méthodes pédagogiques en 1897, en suivant des cours de pédagogie à l'université de Rome et en apprenant la théorie de l'éducation.
En 1901, Maria Montessori rencontre Alice et Leopoldo Franchetti, deux éminents réformateurs de l'éducation, qui l'invitent à organiser son premier cours pour les enseignants et à créer une « Casa dei Bambini » à la Villa Montesca, la maison des Franchetti à Città di Castello. Montessori vit avec les Franchetti pendant deux ans et affine sa méthodologie avec Alice Franchetti.
En 1904, Montessori a dirigé le Département d'anthropologie de l'Université de Rome et s'est engagée dans la recherche anthropologique dans le domaine de la pédagogie. Elle a développé une méthodologie pour enseigner aux enfants l'écriture et la lecture, qui était fondamentalement différente des méthodes existantes en mettant les lettres en premier lieu, plutôt que la lecture.
En 1907, elle ouvre sa première salle de classe, la Casa dei Bambini (Maison des enfants), dans un immeuble de rapport de Rome. Dès le début, Montessori a basé son travail sur ses observations des enfants et sur l'expérimentation de l'environnement, du matériel et des leçons à leur disposition. Elle qualifiait souvent son travail de « pédagogie scientifique ».
En 1909, elle documente ses théories dans Il metodo della pedagogia scientifica (traduit en anglais en 1912 sous le titre The Montessori Method). Les barons Franchetti financent la publication de l'ouvrage, et la méthode prend le nom de « méthode Franchetti-Montessori ». La même année, La pédagogie Montessori s'est répandue aux États-Unis et est devenue largement connue dans les publications éducatives et populaires.
En 1913, Narcissa Cox Vanderlip et Frank A. Vanderlip fondent la Scarborough School, la première école Montessori aux États-Unis,. La brochure critique de 1914 intitulée The Montessori System Examined (Le système Montessori examiné), rédigée par l'influent professeur d'éducation William Heard Kilpatrick, a limité la diffusion des idées de Montessori, qui sont restées lettre morte après 1914. La pédagogie Montessori est revenue aux États-Unis en 1960 et s'est depuis répandue dans des milliers d'écoles. De son vivant, Montessori a continué à développer ses travaux, élaborant un modèle complet de développement psychologique de la naissance à l'âge de 24 ans, ainsi que des approches éducatives pour les enfants de 0 à 3 ans, de 3 à 6 ans et de 6 à 12 ans.
La pédagogie Montessori s'est également répandue dans le monde entier, notamment en Asie du Sud-Est et en Inde, où Maria Montessori a été internée pendant la Seconde Guerre mondiale. En octobre 1931, le leader indépendantiste indien Mahatma Gandhi a rencontré Maria Montessori à Londres. À l'époque, elle tisse une relation amicale avec Gandhi. Ils partagent l'idée que l’éducation doit être considérée comme une aide à la vie, une arme de paix, un moyen de faire progresser l’humanité, en perpétuelle évolution. Gandhi était aussi très intéressé par le rôle que la méthode Montessori pourrait jouer dans la construction d'une nation indépendante. Ainsi, au départ, l'éducation Montessori en Inde était liée au mouvement pour l'indépendance de l'Inde. Plus tard, des écoles Montessori privées d'élite ont également vu le jour et, dans les années 1950, certaines écoles Montessori ont ouvert leurs portes pour accueillir des enfants issus de familles socio-économiques défavorisées, une tendance qui se poursuit aujourd'hui avec des fondations et des écoles financées par l'État.
La méthode Montessori a été adaptée à l'éducation chrétienne par Sofia Cavaletti et Gianna Gobbi, dans La catéchèse du Bon Pasteur. Leur méthode a été adaptée par Jerome Berryman dans Godly Play. L'école de la Siena Academy à Great Falls, dans le Montana, l'applique.

## Méthode
La pédagogie Montessori repose sur un modèle de développement humain. Ce style éducatif repose sur deux convictions : la construction psychologique de l'enfant et de l'adulte en développement se fait par le biais des interactions avec l'environnement, et les enfants (en particulier ceux de moins de six ans) ont une voie innée de développement psychologique. Sur la base de ses observations, Montessori pensait que les enfants qui ont la liberté de choisir et d'agir librement dans un environnement préparé selon son modèle agiraient spontanément en vue d'un développement optimal.
Bien qu'il existe un éventail de pratiques sous le nom de "Montessori", l'Association Montessori Internationale (AMI) et l'American Montessori Society (AMS) citent les éléments suivants comme essentiels:
- Classes d'âge mixte : les classes pour enfants âgés de 2+1⁄2 ou de 3 à 6 ans sont de loin les plus courantes, mais il existe également des classes pour enfants de 0 à 3 ans, de 3 à 6 ans, de 6 à 9 ans, de 9 à 12 ans, de 12 à 15 ans et de 15 à 18 ans.
- Choix de l'activité par l'élève à partir d'une gamme prescrite de choix optionnels.
- Des blocs de temps de travail ininterrompus, d'une durée idéale de trois heures.
- Un modèle constructiviste ou de "découverte", dans lequel les élèves apprennent des concepts en travaillant avec du matériel plutôt qu'en suivant un enseignement direct.
- Le matériel pédagogique spécialisé est souvent fabriqué à partir de matériaux naturels et esthétiques, tels que le bois, plutôt qu'en plastique.
- Un environnement bien préparé où le matériel est organisé par domaine, accessible aux enfants et de taille appropriée.
- La liberté, dans un cadre structuré.
- Un enseignant formé à l'observation des caractéristiques, des tendances, des talents innés et des capacités d'un enfant.

La pédagogie Montessori implique une activité libre dans un "environnement préparé", c'est-à-dire un environnement éducatif adapté aux caractéristiques humaines de base, aux caractéristiques spécifiques des enfants à différents âges et à la personnalité de chaque enfant. La fonction de l'environnement est d'aider et de permettre à l'enfant de développer son indépendance dans tous les domaines conformément à ses directives psychologiques internes. Outre l'accès au matériel Montessori adapté à l'âge des enfants, l'environnement doit présenter les caractéristiques suivantes :
- Une disposition qui facilite le mouvement et l'activité
- Beauté et harmonie, propreté de l'environnement
- Construction proportionnelle à l'enfant et à ses besoins
- Limitation du matériel, de sorte que seul le matériel favorisant le développement de l'enfant soit inclus.
- Ordre
- Nature dans la classe et à l'extérieur de la classe

## Pratiques éducatives

### Nourrissons et enfants en bas âge
Les classes Montessori pour les enfants de moins de trois ans se répartissent en plusieurs catégories et plusieurs termes sont utilisés. Un nido, qui signifie "nid" en italien, accueille un petit nombre d'enfants de deux mois à 14 mois environ, ou lorsque l'enfant marche en toute confiance. Une "communauté de jeunes enfants" accueille un plus grand nombre d'enfants âgés d'environ un an à 2 ans et demi ou 3 ans. Les deux environnements mettent l'accent sur le matériel et les activités adaptés à la taille et aux capacités des enfants, sur les possibilités de développer le mouvement et sur les activités visant à développer l'autonomie. L'accent est également mis sur le développement de l'autonomie en matière d'hygiène. Certaines écoles proposent également des classes "parents-enfants", dans lesquelles les parents participent avec leurs très jeunes enfants.

### Préscolaire et maternelle
Les classes Montessori pour les enfants de 2+1⁄2 ou 3 à 6 ans sont souvent appelées "maisons des enfants", d'après la première école de Montessori, la Casa dei Bambini à Rome en 1906. Une classe typique accueille 20 à 30 enfants dans des groupes d'âges différents, encadrés par un enseignant principal et des assistants ayant reçu une formation complète. Les salles de classe sont généralement équipées de tables et de chaises de la taille d'un enfant, disposées individuellement ou en petits groupes, et de matériel scolaire disposé sur des étagères à hauteur d'enfant dans l'ensemble de la pièce. Les activités sont pour la plupart présentées initialement par l'enseignant, après quoi elles peuvent être choisies plus ou moins librement par les enfants en fonction de leur intérêt. Le rôle de l'enseignant dans une classe Montessori est de guider et de consulter les élèves individuellement en laissant chaque enfant créer son propre parcours d'apprentissage. Le matériel de classe comprend généralement des activités permettant d'acquérir des compétences pratiques, telles que verser de l'eau et l'utiliser à la cuillère, faire la vaisselle, frotter les tables et balayer. Il comprend également du matériel pour le développement des sens, du matériel mathématique, du matériel linguistique, du matériel musical, artistique et culturel, y compris des activités plus scientifiques ayant un rapport avec le fait "couler et flotter", le magnétisme, la chaleur.
Les activités proposées dans les maisons des enfants sont généralement basées sur l'utilisation de matériaux tactiles pour enseigner des concepts. Par exemple, pour enseigner l'écriture, les élèves utilisent des lettres en papier de verre. Ces lettres sont créées en découpant des lettres dans du papier de verre et en les plaçant sur des blocs de bois. Les enfants tracent ensuite ces lettres avec leurs doigts pour apprendre la forme et le son de chaque lettre. Un autre exemple est l'utilisation de chaînes de perles pour enseigner les concepts mathématiques, en particulier la multiplication. Pour les multiples de 10, il y a une perle qui représente une unité, une barre de dix perles assemblées qui représente 1×10, puis une forme plate créée en assemblant 10 des barres pour représenter 10×10, et un cube créé en assemblant 10 des formes plates pour représenter 10×10×10. Ce matériel permet d'acquérir une compréhension concrète des concepts de base sur lesquels on s'appuiera dans les années suivantes.
L'un des avantages les plus importants de l'expérience scolaire Montessori est que chaque enfant est considéré comme un apprenant individuel qui cherchera naturellement à exceller lorsque ses forces, ses faiblesses et ses intérêts seront compris et pris en compte.

### Elémentaires
Les classes de l'école élémentaire accueillent généralement des groupes mixtes de 6 à 9 ans et de 9 à 12 ans ; des groupes de 6 à 12 ans sont également utilisés. Les leçons sont généralement présentées à de petits groupes d'enfants, qui sont ensuite libres de poursuivre leur travail de manière indépendante, en fonction de leur intérêt et de leur responsabilité personnelle. Les éducateurs Montessori donnent des leçons interdisciplinaires sur des sujets allant de la biologie à l'histoire en passant par la théologie, qu'ils appellent "grandes leçons". Ces leçons sont généralement données au début de l'année scolaire et constituent la base de l'apprentissage tout au long de l'année. Elles sont également une source d'inspiration et ouvrent la voie à de nouveaux domaines d'investigation.
Les leçons comprennent des travaux en langue, en mathématiques, en histoire, en sciences, en arts, etc. L'exploration par l'élève des ressources extérieures à la classe fait partie intégrante de l'éducation. Montessori a utilisé le terme "éducation cosmique" pour indiquer à la fois la portée universelle des leçons à présenter et l'idée que l'éducation devrait aider les enfants à prendre conscience du rôle de l'homme dans le fonctionnement interdépendant de l'univers.
Les écoles Montessori travaillent différemment que dans les écoles traditionnelles. En effet, dans ces dernières, les élèves s'assoient à une table ou à un bureau pour travailler. Dans une école Montessori, l'enfant décide de l'endroit où il souhaite travailler, que ce soit à une table ou par terre. Il s'agit pour lui d'aller là où il se sent le plus à l'aise. Tout ce dont l'enfant a besoin au cours de son expérience d'apprentissage est placé sur une étagère à laquelle il peut facilement accéder. Cela favorise non seulement son apprentissage, mais aussi son indépendance, car il n'a pas besoin de demander autant d'aide. Les classes Montessori ont une fourchette d'âge qui permet aux élèves les plus jeunes de s'inspirer des élèves les plus âgés et aux élèves les plus âgés d'aider les plus jeunes en cas de besoin. Cela permet à tous les groupes d'âge d'apprendre les uns des autres.

### Collège et lycée
L'enseignement Montessori pour ce niveau est moins développé que les programmes pour les enfants plus jeunes. Montessori n'a pas mis en place de programme de formation des enseignants ni de plan détaillé d'éducation pour les adolescents au cours de sa vie. Cependant, un certain nombre d'écoles ont étendu leurs programmes pour les enfants plus jeunes aux niveaux du collège et du lycée. En outre, plusieurs organisations Montessori ont mis au point des cours de formation ou d'orientation des enseignants et un consensus assez large sur le plan d'étude est en train d'émerger.

### Usage des technologies digitales et électroniques
Avec le développement des appareils mobiles à écran tactile, certaines activités Montessori ont été transformées en applications mobiles,. Les applications mobiles ont été critiquées en raison de l'absence d'interaction physique avec les objets.
Bien qu'elles ne soient pas toutes d'accord, la plupart des écoles Montessori utilisent la technologie numérique dans le but de préparer les élèves à leur avenir. La technologie n'est pas utilisée de la même manière qu'elle le serait dans une salle de classe ordinaire, mais elle est utilisée "de manière significative". Les élèves ne doivent pas simplement remplacer "les activités du monde réel par des activités de haute technologie", telles que les applications mentionnées plus haut.
Les appareils ne sont pas couramment utilisés dans le cadre de l'enseignement. Lorsque les élèves ont une question sur quelque chose, ils essaient de la résoudre eux-mêmes au lieu de se tourner vers un appareil pour essayer de trouver une réponse. Lorsqu'un appareil est utilisé par un élève, l'enseignant s'attend à ce qu'il l'utilise d'une manière significative. L'utilisation de la technologie doit avoir un but précis. Avant d'utiliser un appareil, l'élève doit se demander si c'est la meilleure façon ou la seule façon d'accomplir une certaine tâche. Si la réponse à ces deux questions est positive, il s'agit alors d'une utilisation pertinente de la technologie.

### Rapport à la paix
Montessori estimait que l'éducation avait un rôle important à jouer dans l'instauration de la paix dans le monde. Dans son livre Education and Peace, publié en 1936, elle déclarait que « prévenir les conflits est le travail de la politique, établir la paix est le travail de l'éducation ». Elle estimait que les enfants autorisés à se développer selon leurs propres lois de développement donneraient naissance à une civilisation plus pacifique et plus durable. Des années 1930 à la fin de sa vie, elle a donné de nombreuses conférences et allocutions sur ce sujet.

## La philosophie Montessori

### Psychologie
Montessori reconnaît des éléments spécifiques de la psychologie humaine que son fils et collaborateur Mario Montessori a identifiés comme des "tendances humaines" en 1957. La liste exacte fait l'objet d'un débat, mais les éléments suivants sont clairement identifiés :
- Abstraction
- Activité
- Communication
- Exactitude
- Exploration
- Manipulation (de l'environnement)
- Ordre
- Orientation
- Répétition
- Perfectionnement de soi
- Travail (également décrit comme "activité utile")

### Les "plans" de développement
Montessori a observé quatre périodes distinctes, ou "plans", dans le développement humain, allant de la naissance à 6 ans, de 6 à 12 ans, de 12 à 18 ans et de 18 à 24 ans. Elle voyait des caractéristiques, des modes d'apprentissage et des impératifs de développement différents dans chacun de ces plans et préconisait des approches éducatives spécifiques à chaque période,.

#### Naissance à six ans
Le premier plan s'étend de la naissance à l'âge de six ans environ. Au cours de cette période, Montessori a observé que l'enfant connaît un développement physique et psychologique frappant. L'enfant du premier plan est considéré comme un explorateur et un apprenant concret et sensoriel, engagé dans le travail de développement de la construction psychologique de soi et de l'acquisition de l'indépendance fonctionnelle. Montessori a introduit plusieurs concepts pour expliquer ce travail, notamment l'esprit absorbant, les périodes sensibles et la normalisation.
Montessori a décrit le comportement du jeune enfant consistant à assimiler sans effort les stimuli sensoriels de son environnement, y compris les informations provenant des sens, du langage, de la culture et du développement de concepts, en utilisant le terme "esprit absorbant". Elle pensait qu'il s'agissait d'un pouvoir propre au premier plan, qui s'estompait à mesure que l'enfant approchait de l'âge de six ans. Montessori a également observé et découvert des périodes de sensibilité particulière à des stimuli spécifiques au cours de cette période, qu'elle a appelée "périodes sensibles". Dans la pédagogie Montessori, l'environnement de la classe répond à ces périodes en mettant à disposition du matériel et des activités appropriés pendant que les périodes sont actives chez chaque jeune enfant. Elle a identifié les périodes suivantes et leur durée :
- Acquisition du langage - de la naissance à environ 6 ans
- Intérêt pour les petits objets - de 18 mois à 3 ans environ
- Ordre - de 1 à 3 ans environ
- Affinement sensoriel - de la naissance à environ 4 ans
- Comportement social - de 2+1⁄2 à 4 ans environ

Enfin, Montessori a observé chez les enfants de trois à six ans un état psychologique qu'elle a appelé "normalisation". La normalisation naît de la concentration et de l'attention portée à une activité qui répond aux besoins de développement de l'enfant, et se caractérise par la capacité de se concentrer ainsi que par "une discipline spontanée, un travail continu et heureux, des sentiments sociaux d'aide et de sympathie pour les autres".

#### De six à douze ans
Le deuxième plan de développement s'étend de six à douze ans environ. Au cours de cette période, Montessori a observé des changements physiques et psychologiques chez les enfants, et elle a développé un environnement de classe, des leçons et du matériel pour répondre à ces nouvelles caractéristiques. Sur le plan physique, elle a observé la perte des dents de lait et l'allongement des jambes et du torse au début du plan, suivis d'une période de croissance uniforme. Sur le plan psychologique, elle a observé l'"instinct de troupeau", ou la tendance à travailler et à se socialiser en groupe, ainsi que les pouvoirs de la raison et de l'imagination. Sur le plan du développement, elle estime que le travail de l'enfant du deuxième plan est la formation de l'indépendance intellectuelle, du sens moral et de l'organisation sociale. 

#### De douze à dix-huit ans
Le troisième plan de développement englobe la période de l'adolescence. Montessori caractérise le troisième plan par les changements physiques de la puberté et de l'adolescence, mais aussi par les changements psychologiques. Elle a souligné l'instabilité psychologique et les difficultés de concentration de cet âge, ainsi que les tendances créatives et le développement du "sens de la justice et du sens de la dignité personnelle". Elle a utilisé le terme "valorisation" pour décrire la volonté des adolescents d'obtenir une évaluation externe de leur valeur. Sur le plan du développement, Montessori estimait que le travail de l'enfant du troisième plan était la construction du moi adulte dans la société.

#### De dix-huit ans à vingt-quatre ans
Le quatrième plan de développement s'étend d'environ dix-huit ans à environ vingt-quatre ans. Montessori a relativement peu écrit sur cette période et n'a pas élaboré de programme éducatif pour cet âge. Elle envisageait de jeunes adultes préparés par leur expérience de l'éducation Montessori aux niveaux inférieurs, prêts à s'engager pleinement dans l'étude de la culture et des sciences afin d'influencer et de diriger la civilisation. Elle pensait que l'indépendance économique sous la forme d'un travail rémunéré était essentielle à cet âge et qu'une limite arbitraire au nombre d'années d'études universitaires n'était pas nécessaire, car l'étude de la culture pouvait se poursuivre tout au long de la vie.

## Montessori aujourd'hui

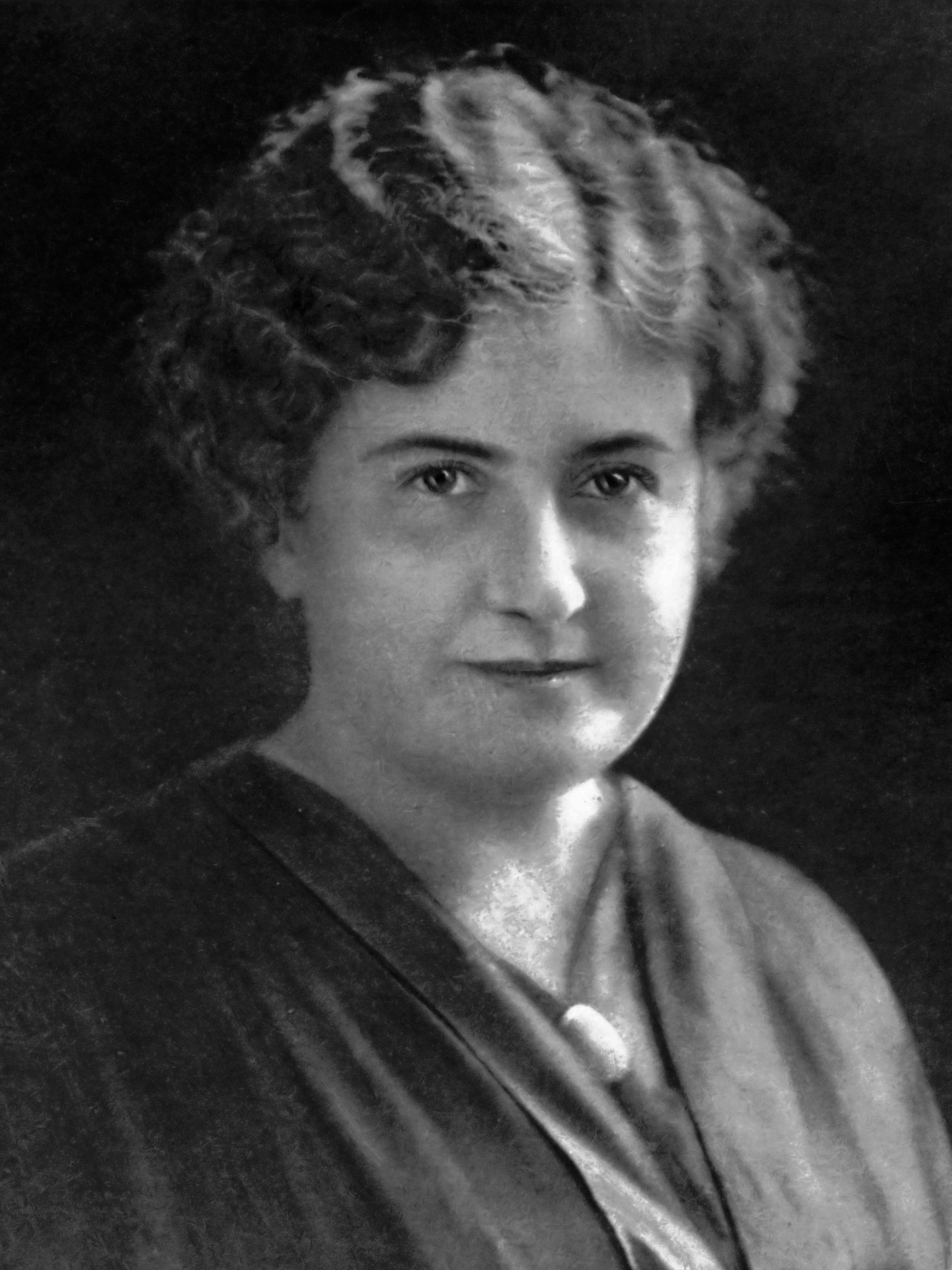
Dr. Maria Montessori (1870-1952)

### En France
En France, les plus anciennes écoles Montessori toujours en activité ont été créées à Roubaix en 1946 pour l'enseignement en langue française, et à Paris en 1972 pour l'enseignement bilingue français et anglais,.
En 2022, on compte près de 300 établissements dont 91 reconnus par l’Association Montessori de France (AMF) et 48 par l’Association Montessori Internationale. La plupart sont des écoles « hors contrat » ; 3 écoles sont sous contrat d'association avec l'État,,. En 2015, l'association Public Montessori a été créée afin d’intégrer cette pédagogie au sein de l'Éducation nationale,. L’essor de cette pédagogie conduit, en 2018, le premier réseau de crèches d’entreprises et de collectivités en France à racheter une école Montessori internationale pour développer son propre réseau d’écoles. Il existe trois lycées Montessori en France. Le premier se situe à Bailly (Yvelines), le second à Savigny-le-Temple et le dernier à Saint-Ouen-sur-Seine.
Le 5 octobre 2023, l'ISMM (l’Institut supérieur Maria Montessori) est placé en redressement judiciaire. Le 22 février 2024, le groupe IGS annonce la reprise de l'institut.

### Aux Etats-Unis
La pédagogie Montessori est enseignée dans des centres de formation, dont certains bénéficient d'une accréditation des ministères de l'éducation du pays. MACTE (Montessori Accreditation Council for Teacher Education), organisme qui bénéficie de la reconnaissance du gouvernement américain depuis 1995, organise une accréditation pour les centres de formations de plusieurs associations : American Montessori Society (AMS), Association Montessori International (AMI), Association Montessori International - USA (AMI-USA), Independents not in a Consortium (INC), International Association of Progressive Montessori (IAPM), International Montessori Council (IMC), Montessori Educational Programs International (MEPI), The Pan American Montessori Society (PAMS).
Il existerait environ 35 000 écoles Montessori dans le monde, dont quelques milliers aux États-Unis (4200 en 2012).

### En Allemagne
La première maison d'enfants Montessori a été fondée en 1919 à Berlin-Lankwitz avec la participation décisive de Clara Grunwald et la première école Montessori allemande a été fondée le 2 juin 1923 à Iéna dans l'ancienne école primaire de Wenigenjena.
Sous la direction d'Ilse Simachowitz (plus tard Ilse Bulova), la deuxième maison d'enfants Montessori de Berlin a été ouverte le 2 mai 1924 à Berlin-Wedding. Une brève présentation de cette "maison d'enfants du peuple de la Leopoldplatz", qui a dû être fermée en 1933, se trouve chez Diana Stiller, qui évoque également l'activité d'Ilse Simachowitz.
Le futur mari d'Ilse Simachowitz, Ernst Bulova, a dirigé à partir de 1928 l'"école expérimentale Montessori à Berlin-Dahlem".
La première école a existé jusqu'au printemps 1933, date à laquelle elle a été interdite et fermée par le gouvernement régional de Thuringe, dominé par les nationaux-socialistes. Le matériel Montessori, en partie fabriqué et financé par les parents, fut remis à l'université Friedrich-Schiller d'Iéna.
Ernst et Ilse Bulova ont dû émigrer en 1933 et ont travaillé de 1934 à 1940 à la Beltane School à Wimbledon (Londres). "La pédagogie Montessori qui y était pratiquée représentait une innovation pour le système scolaire anglais". Les Bulova s'installèrent aux États-Unis en 1940, où ils mirent sur pied le camp de travail de Buck's Rock à partir de 1942/1943. L'idée directrice de l'éducation pratiquée dans ce camp est toujours restée la pédagogie Montessori.

### En Autriche
La première maison d'enfants Montessori en Autriche a été fondée en 1917 par des sœurs franciscaines à Vienne. En 1922, Lili Roubiczek et ses collaboratrices fondèrent la "Maison des enfants" dans la Troststrasse à Vienne. En 1924, la première école Montessori d'Autriche y fut ouverte. La pédagogie Montessori s'est rapidement répandue à cette époque dans les jardins d'enfants municipaux de Vienne. Entre 1924 et 1936, Maria Montessori s'est rendue plusieurs fois dans la ville. Vienne a alors donné des impulsions essentielles pour le développement de la pédagogie artistique Montessori et Elise Braun Barnett a développé une didactique de la musique.
En 1938, tous les établissements Montessori furent fermés par les nationaux-socialistes. Après 1945, une reconstruction a été possible, tout d'abord à Innsbruck, où un cours international de formation Montessori a été organisé en 1951. C'est à cette occasion qu'a été fondée l'Association autrichienne Montessori, qui a été active jusqu'en 1954. En 1990, la "Montessori Österreich - Bundesdachverband" a été fondée, suivie peu après par la refondation de la Société autrichienne Montessori.
À partir des années 1970, un certain nombre d'établissements Montessori ont vu le jour en Autriche, principalement dans le secteur des maisons d'enfants.

### Aux Pays- Bas
Les Pays-Bas comptent quelque 160 écoles primaires d'enseignement Montessori reconnues par l'Association Montessori néerlandaise. Ces écoles sont réparties dans tout le pays et sont à la fois des écoles publiques et des écoles spécialisées. Ces écoles ont vu le jour en 1920, lorsque la loi de 1920 sur l'enseignement primaire est entrée en vigueur, et l'enseignement secondaire compte également de nombreuses écoles Montessori. 

### En Suisse
En Suisse, on compte, en 2018, plus de 50 établissements Montessori. 

### En Finlande
En Finlande, la majorité des propositions pédagogiques Montessori se concentrent sur l'éducation de la petite enfance, les 3–6 ans. En outre, il existe quelques communautés en Finlande qui ciblent les moins de trois ans. La première école Montessori en Finlande opère dans le quartier d'Herttoniemi, à Helsinki.

### En Australie
La première école Montessori australienne a vu le jour en 1912 à Blackfriars School à Sydney grâce à Martha Simpson. Cette enseignante a effectué le voyage jusqu'en Italie pour apprendre la méthode et l'appliquer ensuite à Blackfriars qui est devenu un point d'attache solide pour la diffusion de la pédagogie en Australie. L'approche Montessori est employée comme un complément à la pédagogie libérale déjà présente en l'établissement.

### En Russie
Après les publications des traductions en russe des livres "Children's House" et "Méthode de pédagogie scientifique", l'approche Montessori se fait connaître en Russie. La même année, Julia Fawsek a fondé un jardin d'enfants. En 1916, elle crée «la société de l'éducation libre».
Grâce au soutien de Lounatcharski des expériences ont été menées sur la mise en œuvre des principes de Montessori dans le système éducatif de la Russie soviétique. En 1926, la question de la transition des établissements préscolaires vers une nouvelle méthode d'éducation a été examinée. Mais ces expériences ont provoqué le mécontentement de Staline, toute utilisation généralisée de la méthode Montessori a été interdite, et Montessori elle-même a reçu le label « professeur réactionnaire ». Le dernier groupe d'enfants en URSS, Montessori, a été fermé en 1930.
Actuellement, la Russie retrouve de l'intérêt pour la pédagogie Montessori.

### Études scientifiques sur la pédagogie Montessori
Une étude publiée en 1975 dans Monographs of the Society for Research in Child Development a montré que chaque année, sur une période de quatre ans, de la maternelle à la deuxième année, les enfants suivant un programme Montessori obtenaient des scores moyens plus élevés sur l'échelle d'intelligence Stanford-Binet que ceux suivant un programme DARCEE ou un programme traditionnel.
Une étude publiée en 1981 dans Young Children a montré que les programmes Montessori ne pouvaient pas être considérés comme ayant fait l'objet d'une évaluation détaillée, mais qu'ils avaient des résultats égaux ou supérieurs à ceux d'autres programmes dans certains domaines.
Selon le sociologue Stanislas Morel, « Maria Montessori était une femme médecin, auteure d’un livre, Pédagogie scientifique, qui cherchait à établir une pédagogie expérimentale. Il y a un lien de parenté entre Montessori et les neurosciences. Il s’agit dans les deux cas d’expliquer à des enseignants dont la pédagogie est jugée intuitive, spontanéiste, ce que les sciences expérimentales ont à dire des apprentissages. »
En 2005, Angeline Stoll Lillard, professeur de psychologie de l'université de Virginie, publie le livre « Montessori: The Science behind The Genius » traduit en français en 2018 sous le nom de "Montessori : une révolution pédagogique soutenue par la science". Elle y décrit les huit fondements de la pédagogie.
Certaines études n'ont pas révélé de résultats positifs pour les enfants dans les classes Montessori. Par exemple, une étude réalisée en 2005 dans une école publique Montessori de Buffalo "n'a pas permis de confirmer l'hypothèse selon laquelle l'inscription dans une école Montessori était associée à de meilleurs résultats scolaires". 
Plusieurs travaux en neurosciences se sont intéressés à l'efficacité pédagogique des écoles Montessori, et des recherches en sciences cognitives confortent les « intuitions » et observations de Maria Montessori concernant les enfants,. Selon Stanislas Dehaene, une étude publiée dans Science en 2006 « a montré des bénéfices de cette pédagogie sur la lecture, le langage, les fonctions exécutives et la compréhension des autres ». Conduite aux États-Unis, cette étude tend à montrer que les élèves passés par cet enseignement obtiennent de meilleurs résultats lors d'évaluation de leurs capacités scolaires mais aussi sociales, et ce même si l'on contrôle pour les biais d'autosélection.
En 2007, une autre étude menée dans les écoles publiques de Milwaukee a révélé que les enfants qui avaient fréquenté l'école Montessori de 3 à 11 ans obtenaient de meilleurs résultats en mathématiques et en sciences que leurs camarades de l'école secondaire plusieurs années plus tard.
En comparant explicitement les résultats des classes Montessori dans lesquelles les enfants passaient plus de temps avec le matériel Montessori, un temps standard avec le matériel Montessori ("Montessori classique"), ou pas de temps du tout avec le matériel (parce qu'ils étaient dans des classes conventionnelles), Lillard, en 2012, a constaté les meilleurs résultats pour les enfants dans les classes Montessori classiques.
Devant le succès croissant de l'usage de la pédagogie Montessori dans la prise en charge de personnes âgées atteintes de démence, une étude scientifique a été menée en 2015 par des universités canadiennes pour déterminer l'impact des activités proposées par cette pédagogie sur cette population de personnes. La conclusion montre que la pédagogie a un impact significatif sur le comportement alimentaire des sujets. En revanche, elle a peu d'impact sur leurs résultats cognitifs. Enfin, les résultats sont mitigés en ce qui concerne l'implication responsable de la personne. Il en va de même pour l'aspect affectif.
Des études sont en cours pour étudier l'impact de la pédagogie Montessori sur des élèves francophones. Le ministre de l'éducation nationale Jean-Michel Blanquer s'est dit en 2017 favorable à « l'esprit Montessori » : « Je suis pour la créativité, la diversité des expériences. Je ne dis pas que Montessori doit être appliqué partout. D'ailleurs c'est plus l'esprit Montessori, qui doit être revisité, dans des modalités qui doivent évoluer. Au-delà du génie pédagogique qu'était Montessori, c'est sa démarche qui est importante. »
Un examen de 2017 analysant les études existantes sur l'éducation Montessori indique qu'il existe des preuves claires quant à l'efficacité de certaines méthodes issues de la pédagogie Montessori. C'est le cas de l'apprentissage précoce de la lecture via une approche phonétique intégrée dans un contexte linguistique riche. L'ensemble fournit une base sensorielle pour l'enseignement futur des mathématiques. Cependant, il s'avère que si certaines preuves existent de l'efficacité de la méthode originale, les chercheurs ne sont pas sûrs que ça soit le cas pour les adaptations modernes de la pédagogie.
Une étude publiée en 2017 par The Hechinger Report affirme qu'en dépit de leur situation financière, les élèves des écoles Montessori ont obtenu de meilleurs résultats aux tests académiques que leurs camarades de la même classe économique qui n'ont pas fréquenté d'écoles Montessori.
En 2019, une recherche effectuée en Suisse et portant sur les résultats de la pédagogie Montessori a été publiée dans une revue scientifique internationale. L’École Montessori Vevey a soutenu activement cette recherche : 201 enfants de 5-6 ans et 7-13 ans ont participé à cette recherche. Au total, 99 d’entre eux étaient scolarisés dans des écoles Montessori et 102 dans des écoles publiques traditionnelles. Les élèves provenaient de milieux socio-économiques similaires afin d’éviter un éventuel biais de recherche dû à leur milieu social ou familial. Les élèves Montessori avaient en moyenne de meilleures performances scolaires et créatives, mais les chercheurs ont été surpris de constater que ce contraste n'était pas lié à une différence du point de vue des fonctions exécutives (flexibilité mentale et capacité d'attention sélective), mais découlait bien des capacités créatives des étudiants. En conclusion, ils émettent l'hypothèse que c'est l'entrainement à agir de façon créative et autonome qui contribue à un développement global plus équilibré.  
Sur base de précédentes recherches mettant en exergue ce qui favorise le développement des compétences créatives des enfants dans le contexte scolaire, l'université de Kansas a mené, en 2019, une étude sur le sujet qui concerne spécifiquement la pédagogie Montessori. L'outil utilisé est celui de la créativité potentielle. Ils ont observé, pendant une année scolaire, le travail de 77 élèves d'une école Montessori et l'ont comparé avec celui de 71 élèves d'une école traditionnelle. Les meilleurs résultats sont du côté de Montessori. Les chercheurs mettent en évidence deux facteurs importants qui les expliquent: les enfants y sont plus libres et ne sont pas confrontés à un environnement qui suscite leur motivation via la punition et la récompense. Les résultats mis en évidence sont à relativiser : le biais majeur de l'étude est celui de la sélection ; l'échantillon étudié est restreint ; l'outil d'évaluation ne prend pas en compte la créativité graphique ; la créativité est un sujet difficile à étudier et à mesurer.
Des scientifiques ont étudié le choix des enfants dans le cadre d'une pédagogie traditionnelle : préfèrent-ils davantage les activités réelles aux activités simulées et fictives? Il est constaté que les enfants préfèrent généralement les activités réelles parce qu'ils apprécient la réaliser et qu'ils choisissent les activités fictives secondairement : quand les réelles leur font peur, les mettent en face de leurs incapacités ou encore les confrontent à des interdits.
En 2018, Angeline Stoll Lillard de l'université de Virginie a mené une étude en ce sens dans le cadre Montessori. Elle constate que le choix des activités réelles est encore plus fort que dans la pédagogie traditionnelle bien que la justification du choix reste la même.
L'hypothèse explicative stipule que l'enfant imite l'environnement Montessori : si l'enseignant est lui-même engagé davantage dans des activités réelles que fictives (éplucher les légumes par exemple) alors l'enfant l'est aussi et il préférera l'activité culinaire au jeu de rôle où on épluche fictivement les légumes. Cela est valable dans le sens opposé car observé en la pédagogie traditionnelle: si l'enseignant privilégie le jeu de rôle alors l'enfant le préférera par la suite.
Cet environnement comprenant de nombreuses activités réelles a été mis en place en ce sens par Montessori elle-même qui a émis une conclusion empirique du même ordre sur base de ses propres observations : les enfants sont attirés par ce qui est réel.
Cette étude valide la conclusion de Montessori. Cependant, l'hypothèse explicative est critiquée par l'autrice qui se refuse à faire appel à elle pour expliquer le phénomène : tout le monde n'applique pas la pédagogie Montessori de la même façon ; l'échantillon est bon mais faible et peu diversifié ; non-prise en compte de l'aspect familial : la philosophie qui y est appliquée ainsi que son environnement ; l'étude qualitative écarte certains aspects (tempéraments des enfants, certaines activités ont été évaluées et pas d'autres). Cependant, elle note que l'apport de Montessori fait sortir la pédagogie d'une dualité « travail » ou « jeu » en mettant la focale sur l'aspecté « réel » ou « fictif » de celle-ci. Cela implique un changement de perspective. En effet, en incitant positivement les enfants à s'engager dans des activités réelles qu'ils préfèrent d'eux-mêmes aux fictives, ils sont motivés à les réaliser tout en étant confrontés à la réalité qui devient alors le creuset facilitant un meilleur apprentissage en classe. Elle conclut que le rôle de l'enseignant consiste alors à créer un environnement qui montre un intérêt pour le réel.
En 2019, Angeline S. Lillard de l'université de Virginie s'est intéressée à la manière dont réagit la pédagogie Montessori au regard de la réforme scolaire qui est un sujet important pour les systèmes éducatifs. Elle constate que celui de la pédagogie Montessori a peu évolué en un siècle. L'étude met en évidence les facteurs qui contribuent à sa persistance tout en relevant qu'elle est sujette à des critiques relativement fortes qui limitent sa diffusion. En effet, le système éducatif Montessori reste considérablement en marge et peu diffusé. Pour expliquer sa marginalité, l'autrice propose des hypothèses spéculatives: elle pense que le système éducatif Montessori manifeste des différences majeures avec le système pédagogique traditionnel qui fonctionne davantage sur une approche qui se base sur des preuves scientifiques. De ce fait, il reste centré sur ses acquis et résiste profondément à toute réforme radicale. La cohabitation de ces deux systèmes différents est dès lors difficile. Dans ce contexte, la mise en œuvre du système éducatif Montessori serait freinée par la réserve du système pédagogique traditionnel qui a une tendance à la bouder. L'intégrer demanderait une profonde réforme de ce dernier. L'autrice appelle aussi à réformer la pédagogie Montessori : certains facteurs intrinsèques au système éducatif Montessori facilitent la critique et stimulent la méfiance à son égard. Elle constate l'absence de label qualité qui facilite l'existence de classes étiquetées Montessori alors qu'elles ne respectent pas les principes de base de la pédagogie. Les résultats négatifs des élèves de ces classes sont imputés à la pédagogie qui s'en trouve dévaluée ; le personnel administratif et pédagogique peut parfois ne pas être suffisamment formé ce qui alimente une résistance à la bonne mise en forme de la pédagogie. Ce manquement affecte aussi leur loyauté : difficultés à justifier les choix pédagogiques, défaut d'implication, exécution de la pédagogie comme une technique sans l'avoir comprise dans ses fondements. Cependant, le système Montessori est résilient : des facteurs favorisent sa perpétuation ce qui contraste les points soulevés ci-dessus: l'autrice remarque une conformité avec la science du développement et de l'apprentissage qui débouche sur une pratique pédagogique saine qui montre notamment de solides résultats sociaux-émotionnels et scolaires : les élèves s'y sentent indépendants et libres. Les parents sont généralement satisfaits des écoles et les enseignants contents d'y enseigner. En outre, la pédagogie Montessori est adaptable à tous les types et formes d'enseignement ce qui attire à la fois l'attention et le respect du public. L'autrice conclut que les deux systèmes éducatifs ont à se réformer pour améliorer leurs pratiques qui pourraient davantage cohabiter.
C'est en avril 2023 que la toute première méta-analyse portant sur la pédagogie Montessori voit le jour. Une équipe de chercheurs et chercheuses de l'Université de Lorraine publie un article intitulé "Une méta-analyse des effets de la pédagogie Montessori sur cinq domaines du développement et des apprentissages chez les enfants d'âge préscolaire et scolaire" dans Contemporary Educational Psychology, une revue scientifique phare en psychologie. Les résultats de cette méta-analyse mettent en avant des effets positifs de la pédagogie Montessori sur les compétences sociales et les résultats académiques des enfants. En revanche, les résultats sur les autres domaines (les compétences motrices, la créativité et les habiletés cognitives) ne sont pas significatifs. 
En août 2023, une étude, portant sur l'efficacité de l'enseignement Montessori comparé à l'enseignement traditionnel sur les performances scolaires et non scolaires, est publiée. Elle a aussi cherché à déterminer dans quelle mesure divers facteurs, comme le niveau scolaire, le type d'établissement Montessori (public ou privé), l'assignation aléatoire, la durée de l'enseignement et la période de suivi des mesures, influencent l'ampleur des effets observés avec la méthode Montessori. Les chercheurs concluent que la pédagogie Montessori a un effet significativement positif sur les résultats scolaires et non scolaires des étudiants en comparaison des résultats obtenus avec les méthodes éducatives traditionnelles.
En janvier 2024, une étude pionnière ayant pour but d'explorer les perceptions de parents britanniques concernant l'influence de l'éthique Montessori en matière d'éducation sur certains aspects du développement de l'enfant a été publiée. Elle concerne les enfants de 2 à 5 ans et  a été menée via dix entretiens en ligne. Trois thèmes principaux ont émergé : attitudes positives sur le développement holistique, compréhension de l'éthique Montessori, et influence des expériences éducatives parentales. Les résultats montrent que les parents ont apprécié l'accent mis sur l'indépendance, mais ont noté des défis financiers et de disponibilité des écoles Montessori. Les limites de l'étude incluent des difficultés de recrutement et un processus d'analyse long.
En 2025, une revue systématique et méta-analyse a examiné près de deux cents études portant sur l’efficacité de la méthode Montessori dans l’éducation. Les résultats montrent que la pédagogie Montessori tend à produire des effets positifs, notamment dans les études utilisant des mesures avant et après l’intervention. Cependant, l’ensemble des travaux analysés présente plusieurs limites, telles qu’un manque de transparence méthodologique, une description parfois incomplète de la manière dont la méthode est appliquée, et une variabilité dans la fidélité à l’approche Montessori. L’étude relève également la présence d’un biais de publication et souligne que la qualité des recherches publiées est inégale, ce qui rend l’interprétation des résultats plus complexe. Les auteurs recommandent d’améliorer la rigueur scientifique des futures recherches, en insistant sur la nécessité de mieux documenter les pratiques et de renforcer la reproductibilité des études.

### Prolongements
Les travaux de Maria Montessori ont été prolongés au sein du mouvement d'éducation nouvelle auquel elle participait avec de nombreux pédagogues comme Célestin Freinet, Roger Cousinet, Adolphe Ferrière ou le père Faure
.
Ce mouvement d'éducation nouvelle a émergé à la fin du XIXe siècle et au début du XXe siècle en réponse aux lacunes du système éducatif traditionnel. Les pédagogues de ce mouvement préconisaient une éducation plus démocratique, basée sur l'autonomie, l'expérimentation et l'apprentissage actif plutôt que sur la simple transmission de connaissances.
Célestin Freinet, par exemple, a développé une pédagogie coopérative et une méthode d'impression à l'aide d'une presse à bras pour permettre aux élèves de produire des journaux scolaires et d'acquérir des compétences en communication et en expression écrite. Roger Cousinet, quant à lui, a mis l'accent sur la créativité, la curiosité et l'exploration libre des enfants, ainsi que sur la collaboration entre les élèves et l'enseignant.
Adolphe Ferrière a quant à lui créé une école primaire à Genève basée sur les principes de l'éducation nouvelle, qui a servi de modèle pour de nombreuses autres écoles. Le père Faure, lui, a développé une méthode d'enseignement basée sur la conversation, où les élèves étaient encouragés à poser des questions et à participer activement à leur propre apprentissage.
En résumé, le mouvement d'éducation nouvelle a permis le développement de nouvelles pratiques pédagogiques qui ont influencé de nombreuses écoles et institutions éducatives à travers le monde. Les principes d'autonomie, d'expérimentation et d'apprentissage actif sont toujours pertinents aujourd'hui et continuent d'inspirer les pédagogues du monde entier. Les ateliers Montessori, qui font partie intégrante de cette méthode, offrent aux enfants des opportunités d'exploration et d'apprentissage actif à travers un matériel spécialement conçu pour favoriser leur développement cognitif, sensoriel et moteur.

## Critiques
La méthode Montessori est encore sujette à caution et remise en question par nombre d'éducateurs. Selon Marie-Laure Viaud, maîtresse de conférences, docteure en sciences de l'éducation et spécialiste des écoles alternatives : « Certains considèrent que les activités proposées [dans les écoles Montessori] ne couvrent que certains besoins des enfants, d'autres lui reprochent d'être trop centrées sur le préapprentissage scolaire. ».
« Montessori n'est pas une marque déposée. N'importe qui peut poser sa plaque et s'autoattribuer ce label sans garantie de sérieux, ni de formation digne de ce nom. Il existe toutefois, depuis 1950, l'association Montessori France (AMF), affiliée à l'association internationale créée par Maria Montessori. Elle compte une centaine d'écoles adhérentes, sur environ 200 structures recensées en France. » La pédagogie et les résultats des écoles « hors-contrat » en France ne sont pas contrôlés.
La journaliste Gaëlle Picut pour L'Express relève qu'il s'agit d'une « pédagogie élitiste » : « Paradoxalement, alors que Maria Montessori avait au départ ouvert une école pour les enfants d'un quartier pauvre de Rome, les écoles Montessori d'aujourd'hui sont devenues très chères. Hors contrat, elles ne reçoivent aucune subvention de l’État [en France]. Il faut donc compter débourser entre 5 000 et 8 500 euros par an (hors repas). Seules exceptions à cette règle : trois écoles privées Montessori sous contrat — à Roubaix, Rennes et Latresne à Bordeaux — un peu moins onéreuses et de 2011 à 2014, des classes maternelles au sein d'une école publique à Gennevilliers, où une institutrice (Céline Alvarez) s'est inspirée des méthodes Montessori. ». Pour autant, la pédagogie Montessori tend à se démocratiser en France et nombre d'enseignants l'utilisent partiellement dans leurs classes (cf. travaux de Chrystel Huard). En parallèle, une étude scientifique parue en 2024 met en avant de meilleurs résultats pour les élèves issus de classes appliquant partiellement la pédagogie Montessori, en comparaison à des élèves de même niveau socio-économique mais bénéficiant d'une pédagogie classique. Ces résultats ont été retrouvés précédemment, en 2012, dans une étude similaire menée aux États-Unis par l'équipe d'Angeline Stoll Lillard.
En novembre 2022, Madame Figaro publie un reportage sur les écoles Montessori. On y apprend que les écoles ouvrent sans réel contrôle, puisqu'aucun brevet ou marque n'a été déposé, ni du vivant de Maria Montessori, créatrice de la pédagogie, ni par ses héritiers.

## Marque déposée et image de marque
En 1967, l'Office américain des brevets et des marques a décidé que "le terme 'Montessori' a une signification générique et/ou descriptive". Selon de nombreux défenseurs de Montessori, l'absence de protection de la marque a conduit à une mauvaise perception de la méthode par le public du fait que certaines écoles utilisent le terme sans adhérer aux principes montessoriens.
Aux Philippines, le ministère de l'éducation (DepED) a constaté la prolifération d'écoles privées qui utilisent abusivement le terme "Montessori", de la même manière que les instituts d'enseignement se présentent comme des "écoles internationales". Conformément à l'ordonnance 65 du ministère de l'éducation, de la culture et des sports (DECS ; aujourd'hui DepED) publiée en juin 1997, le ministère de l'éducation, ainsi que la Securities and Exchange Commission, n'autorisent les écoles à utiliser le terme "Montessori" que si elles satisfont à certaines directives de la Federation of Philippine Montessori Schools.

#### Sources primaires
- (en) « Blog MontessoriGalaxy » (consulté le 12 octobre 2023)
- Maria Montessori, L'esprit absorbant de l'enfant, Desclee de Brouwer, 2023,  (ISBN 978-2220053974).
- Maria Montessori, Les étapes de l'éducation, Desclee de Brouwer, 2017  (ISBN 978-2220059013).
- Maria Montessori, L'Enfant, Desclee de Brouwer, 2006  (ISBN 978-2220057736).
- (en) Maria Montessori, The Human Tendencies and Montessori Education, Association Montessori internationale, Amsterdam, 1957.

#### Sources secondaires
- Bérangère Kolly et Henri-Louis Go, Maria Montessori et Célestin Freinet : voix et voies pour notre école, ESF, 2020.
- Charlotte Poussin, La pédagogie Montessori, Presses universitaires de France, coll. « Que sais-je ? » (no 4101), 2017 (ISBN 978-2-13-080049-1, lire en ligne).
- Nathalie Petit, Montessori à la maison : 0–3 ans, Actes Sud, coll. « Je passe à l’acte », 2017, 62 p. (ISBN 978-2-330-07244-5).
- Murielle Lefebvre, Montessori pour les bébés, TMF, 2013,  (ISBN 978-1492727569).
- Victoria Kayser, La pédagogie Montessori : De l'approche anthropologique à l'émergence de la neuroéducation, Éditions Universitaire Européennes, 2012 (ISBN 978-613-1-53790-5).
- Kristina Skjöld Wennerström et Mari Bröderman Smeds, La Pédagogie Montessori, Aspects théoriques et pratiques, Éditions l'Instant Présent, 2012  (ISBN 978-2-916032-18-4).
- Isabelle Patron, Vanessa Toinet et Sylvia Dorance, Montessori pas à pas - les principes fondateurs, 2012,  (ISBN 978-2-36638-020-0) Éditions École Vivante.
- Murielle Lefebvre, La Pédagogie Montessori illustrée, TMF, 2012,  (ISBN 978-1480187573).
- Victoria Kayser, Pédagogie Kayser. Entre approche sensorielle Montessori et théorie des intelligences multiples de Gardner. Centre de recherche DMDEA, Montréal, 2011  (ISBN 978-2-9812711-0-5).
- Victoria Kayser, Autisme et Montessori, Centre de recherche et de développement de matériel didactique pour enfants autistes, Montréal, 2010  (ISBN 978-0557393329).
- Tim Seldin, Éveiller, épanouir, encourager son enfant. La pédagogie Montessori à la maison, Nathan, Paris, 2010.
- Jeannette Toulemonde, Le Quotidien avec mon enfant, inspiré par la pensée et l'expérience de Maria Montessori, Éditions l'Instant Présent, 2010.
- Clermont Gauthier (dir.) et Maurice Tardif (dir.), La Pédagogie : Théories et pratiques de l'Antiquité à nos jours, 2e édition, Gaëtan Morin Éditeur, 2005, Montréal  (ISBN 2-89105-899-2).
- (en) Renilde Montessori, Reflections in Our Children's Eyes, Foundation for Montessori Education, Toronto, 1987.
- F. Garcin, L'éducation des petits enfants par la méthode montessorienne, Paris, Nathan, 1926.

### Filmographie
- Le maître est l'enfant, film réalisé par Alexandre Mourot, sortie en salles en France en 2017.
- La Nouvelle Femme, film réalisé par Léa Todorov, sorti en 2023.